# Reuben Ainsztein
Reuben Ainsztein (auch Rubin Ajnsztejn, geboren 1917 in Wilna, Russisches Kaiserreich; gestorben 6. Dezember 1981 in Little Hadham, Hertfordshire, England) war ein polnisch-britischer Journalist und Publizist.

## Herkunft
Reuben wuchs als Sohn von Zelman and Hannah Ainsztein in Wilna auf, der damals wichtigsten jüdischen Metropole im polnisch-litauischen Raum.

## Diskriminierung, Flucht und Krieg
Weil er aufgrund seiner jüdischen Herkunft in Polen diskriminiert wurde, wich Reuben Ainsztein nach Belgien aus und begann 1936 in Brüssel ein Medizinstudium. Nach Ausbruch des Zweiten Weltkriegs beschloss er, nach Großbritannien zu gehen, um als Soldat gegen die deutschen Truppen zu kämpfen. Dieses Vorhaben scheiterte jedoch zunächst, weil die Wehrmacht im Zuge des Westfeldzugs auch Belgien besetzte. Ainsztein flüchtete vor dem deutschen Zugriff durch Frankreich und Spanien. Dort wurde er 14 Monate lang interniert, bevor er schließlich via Gibraltar auf die britischen Inseln gelangte. Er überwand die anfänglichen Bedenken britischer Militärbehörden und wurde 1940 Soldat der Freiwilligenreserve der Royal Air Force. Er betätigte sich beim Militärgeheimdienst der Royal Air Force und nahm als Bordschütze zwischen September 1944 und Januar 1945 an mehr als zwanzig Bombenangriffen teil. Nach Ende des Krieges erfuhr er, dass seine Schwester von den Deutschen bei Kaiserwald ermordet worden war und seine Eltern bei Paneriai starben. Am 8. Februar 1949 wurde er als britischer Staatsbürger naturalisiert.

## Publizistische Tätigkeiten
In den Folgejahren machte Ainsztein, der elf Sprachen beherrschte, darunter Jiddisch, Polnisch, Russisch und Hebräisch, Karriere als Journalist. Er arbeitete für Reuters, die BBC und The Sunday Times. Beiträge Ainszteins erschienen ferner in The Times, im New Statesman, in Jewish Quarterly und weiteren Publikationen.
Ainsztein wehrte sich gegen Bagatellisierungen und Verzerrungen des Holocaust sowie gegen die These vom fehlenden jüdischen Widerstand gegen diesen Völkermord. Aus diesem Antrieb heraus entstanden zwei historiografische Studien; die erste befasste sich 1974 mit dem jüdischen Widerstand im besetzten Osteuropa, die zweite behandelte 1979 den Aufstand im Warschauer Ghetto. Bereits 1958 entfachte Ainsztein in Großbritannien eine Debatte über den Grad des Antisemitismus in der polnischen Heimatarmee.
2002 erschienen posthum seine in den 1940er oder 1950er Jahren verfassten autobiografischen Aufzeichnungen, die insbesondere seine Flucht vor den Nationalsozialisten beschrieben.

## Schriften (Auswahl)
- Jewish resistance in Nazi-occupied Eastern Europe. With a historical survey of the Jew as fighter and soldier in the Diaspora. Elek, London New 1974, ISBN 0-236-15490-7
  - Jüdischer Widerstand im deutschbesetzten Osteuropa während des Zweiten Weltkrieges. Aus dem Englischen übertragen und bearbeitet von Jörg Paulsen, Bibliotheks- und Informationssystem der Universität Oldenburg, Oldenburg 1993, ISBN 3-8142-0459-X
- The Warsaw ghetto revolt, Holocaust Library, New York 1979, ISBN 0896040070
  - Revolte gegen die Vernichtung. Der Aufstand im Warschauer Ghetto, Schwarze Risse Verlag und Buchladen, Berlin 1993, ISBN 3-924737-19-3
- In lands not my own. A wartime journey, Random House, New York 2002, ISBN 0-375-50757-4.